# OSC Bremerhaven
Maillots
L'OSC Bremerhaven est un club sportif allemand localisé à Bremerhaven.

## Histoire
Le club a été fondé en 1972 sous l'appellation Olympischer Sport-Club Bremerhaven par la fusion de plusieurs clubs locaux, dont l'ATS Bremerhaven (dont les racines remontaient à 1859), le Polizei Sportverein, le TuS Bremerhaven 93 et le Judo-Klub.
Avec plus de 4.500 membres, il est devenu le plus grand club de la ville et la section football n'en est pas la plus importante.

### TuS Bremerhaven
Du point de vue football, le principal prédécesseur de lOSC fut le TuS Bremerhaven 93. Ce club ne fut officiellement dissous en 1974. Car alors que le TuS 93 entrait dans la fusion, certains membres poursuivirent leur activité de leur côté.
En 1991, les joueurs de football quittèrent en grand nombre l'OSC pour créer le FC Bremerhaven 93. C'est toutefois bien Olympischer Sport-Club qui est l'héritier du TuS 93 en raison de la fusion de 1972.
Le TuS 93 joua dans l'Oberliga Nord (équivalent D1) entre 1948 et 1963. Cette ligue fut dissoute lors de la création de la Bundesliga. Lors de la saison 1954-1955, le TuS Bremerhaven 93 fut vice-champion de l'Hamburger SV (qui surclassa cette ligue en gagnant 15 des 16 titres mis en jeu) et participa donc au tour final national. Au tour préliminaire, le club élimina le VfR Wormatia Worms (3-2) après un "replay" (3-3 après prolongation lors de la première confrontation). Ensuite, le TuS 93 se classa 2e sur 4 derrière le Rot-Weiss Essen, fut champion national et par la même  premier participant allemand à la nouvelle Coupe d'Europe des Clubs Champions européens organisée pour la première fois la saison suivante.
Après la création de la Bundesliga, le TuS Bremerhaven 93 évolua en "Regionalliga Nord" (équivalent D2) jusqu'en 1974, et la création de la 2. Bundesliga. La fusion avait eu lieu en 1972, mais comme expliqué ci-dessus, les footballeurs du TuS 93restèrent en marge de celle-ci jusqu'en 1976 !
Le club glissa alors en Oberliga Nord (équivalent D3). Ce fut donc sous l'appellation officiel d'OSC Bremerhaven que le club remporta le titre 1977 de l'Oberliga Nord puis gagna le tour final pour pouvoir remonter au 2e niveau.
Lors de la saison 1977-1978, le club termina 19e sur 20 en 2. Bundesliga, Groupe Nord et fut donc relégué. En 1979, le cercle termina vice-champion de l'Oberliga Nord et prit part à un barrage pour la montée. Vainqueur du club berlinois du FC Hertha 03 Zehlendorf (défaite 5-4 puis victoire 1-0), l'OSC Bremerhaven remonta en 2. Bundesliga, Groupe Nord. Classé 18e sur 20 en 1979-1980, le club redescendit.
L'OSC rejoua en Oberliga Nord jusqu'en 1985 puis fut relégué.
Il évolue depuis dans les ligues régionales inférieures au 4e niveau allemand.

## Palmarès

### TuS Bremerhaven 93
- Vice-champion de Oberliga Nord: 1955
- Champion de la Amateurliga Bremen: 1948

### OSC Bremerhaven
- Champion de l'Oberliga Nord: 1977
- Vice-champion de l'Oberliga Nord: 1979